# Kunio Yanagita

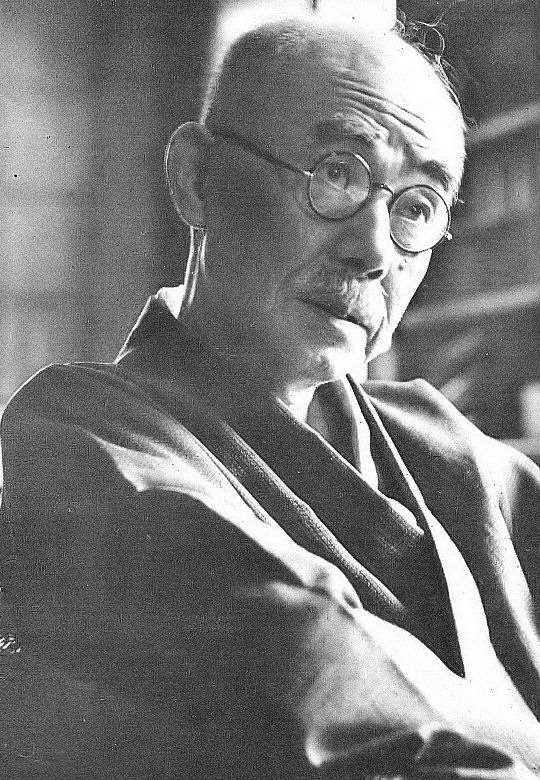
Fotografia de Kunio Yanagita

Kunio Yanagita (柳 田 國 男, Yanagita Kunio, 31 de julho de 1875 - 8 de agosto de 1962) foi um autor, estudioso e folclorista japonês. Ele começou a sua carreira como burocrata, mas desenvolveu um interesse pelo Japão rural e pelas suas tradições folclóricas. Isso resultou numa mudança na sua carreira; a sua busca por isso levou ao estabelecimento da folclorística nativa japonesa, ou minzokugaku, como um campo académico no Japão. Como resultado, ele é frequentemente considerado o pai dos estudos do folclore japonês moderno.